# 藍盾國際組織
藍盾國際組織，前身为國際蓝盾委员会（International Committee of the Blue Shield），是致力保護世界文化遗产的国际组织，成立于1996年。
其成立初衷是成為文化遺產界的紅十字會，藍盾一詞源于揚·扎赫瓦托維奇设计的蓝色盾牌标志，該標誌用以標示受1954年《海牙公約》保護的文化遺產地點。
藍盾組織的使命宣言載於其章程中：「此為由全球多個委員會和專業人士所組成的網絡，致力於保護全球文化資產，關注有形與無形、文化與自然遺產，並在武裝衝突、自然或人為災難事件中保護它們。」
藍盾組織是联合国、聯合國維和部隊與聯合國教科文組織（UNESCO）的重要合作夥伴，也與红十字国际委员会密切合作。

## 歷史
第二次世界大戰期間，歐亞多地的文化遗产遭廣泛破壞與掠奪。戰後，聯合國於1946年成立聯合國教育、科學及文化組織，透過文化交流與保護促進和平、發展與對話。在荷蘭的倡議下，協助起草並推動了《关于武装冲突情况下保护文化财产的海牙公约》，這是第一個專門針對戰爭期間文化遺產保護、並獲廣泛簽署的國際條約。該公約於1956年8月7日生效，要求締約國無論戰時或平時，皆有責任保護本國或交戰國境內的文化財產。
到了1996年，由下列四個主要的國際非政府文化遺產組織共同發起，成立了「國際藍盾委員會」（ICBS），代表GLAM領域內的專業人士：
- ICA：國際檔案理事會（International Council on Archives）
- ICOM：国际博物馆理事会（International Council of Museums）
- ICOMOS：国际古迹遗址理事会（International Council on Monuments and Sites）

- IFLA：国际图书馆协会和机构联合会（International Federation of Library Associations and Institutions）

為進一步保護衝突中的文化遺產，《1954年海牙公約第二議定書》（1999年）第27條第3款明確提及國際藍盾委員會，將其列為「武裝衝突中文化財產保護委員會」的諮詢機構。
四個創始組織（ICA、ICOM、ICOMOS、IFLA）共同合作，預防與應對可能影響文化遺產的緊急情況。2005年，音像檔案協會暨合作理事會加入，但於2012年退出。
至2000年起，全球各地開始成立「藍盾國家委員會」以保護本國文化遺產。2006年，各國委員會與國際藍盾委員會代表於荷蘭海牙舉辦「邁向有組織的穩固：基礎建設與意識」會議。會中各國簽署《海牙協議》，正式成立「藍盾國家委員會協會」（Association of National Committees of the Blue Shield，ANCBS），以統籌各國委員會之間的協作。ANCBS於2008年正式成立，並任命卡爾·馮·哈布斯堡為首任主席。

在此期間，卡爾·馮·哈布斯堡多次前往冲突国家实况调查，了解當地文化遺產的破壞情況。

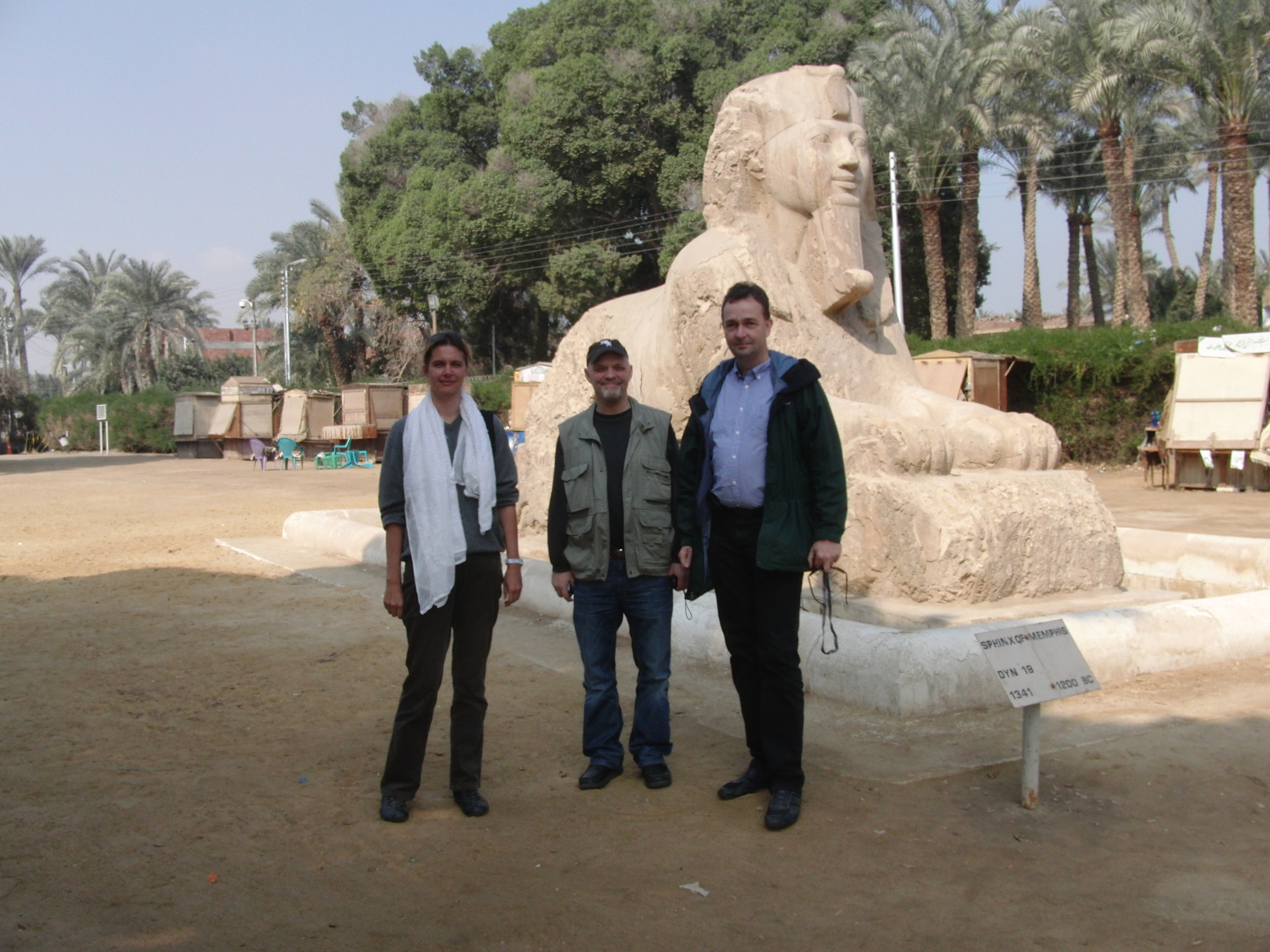
ANCBS在2011年於埃及實地調查
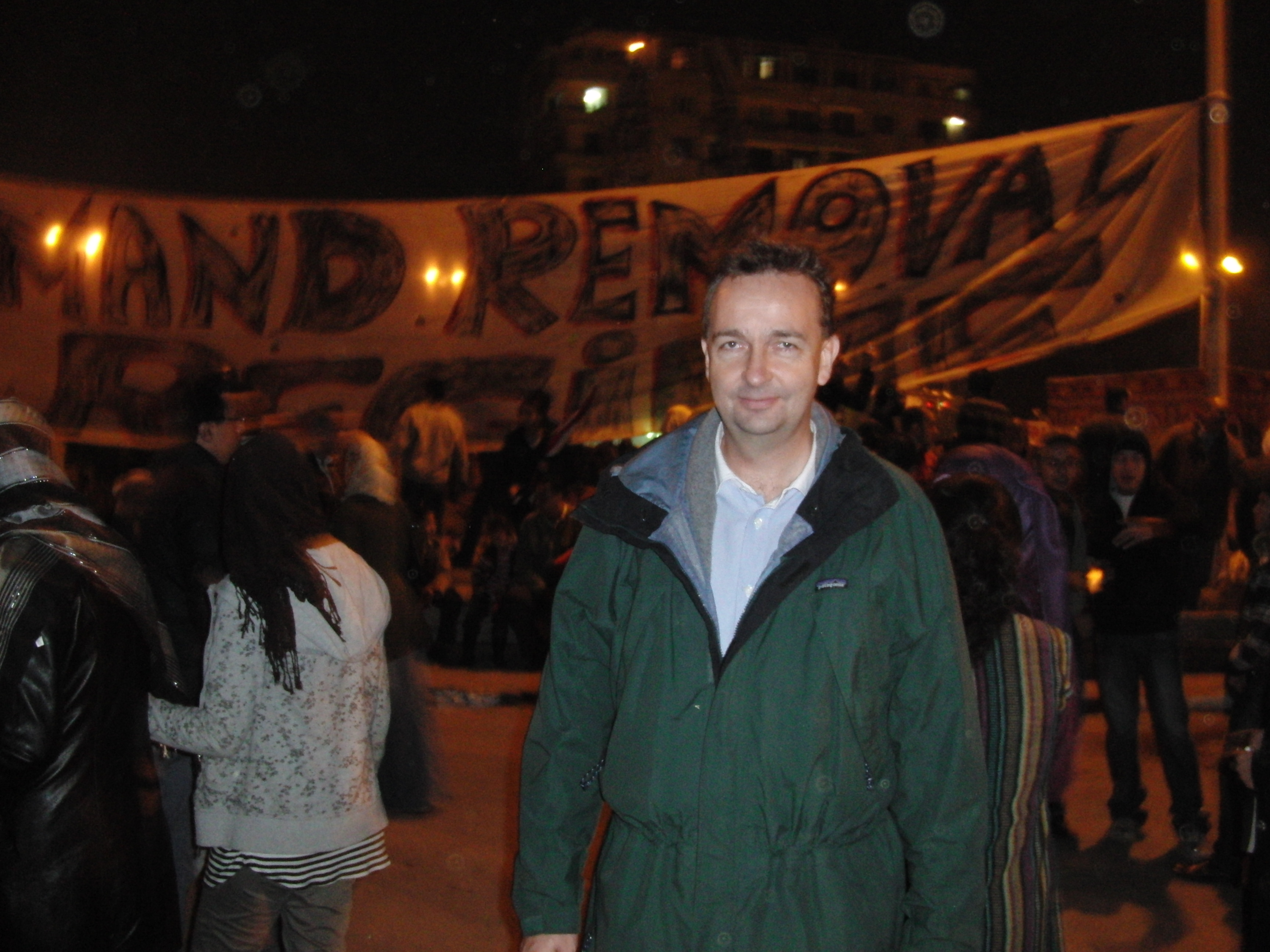
卡尔·冯·哈布斯堡，攝於2011年
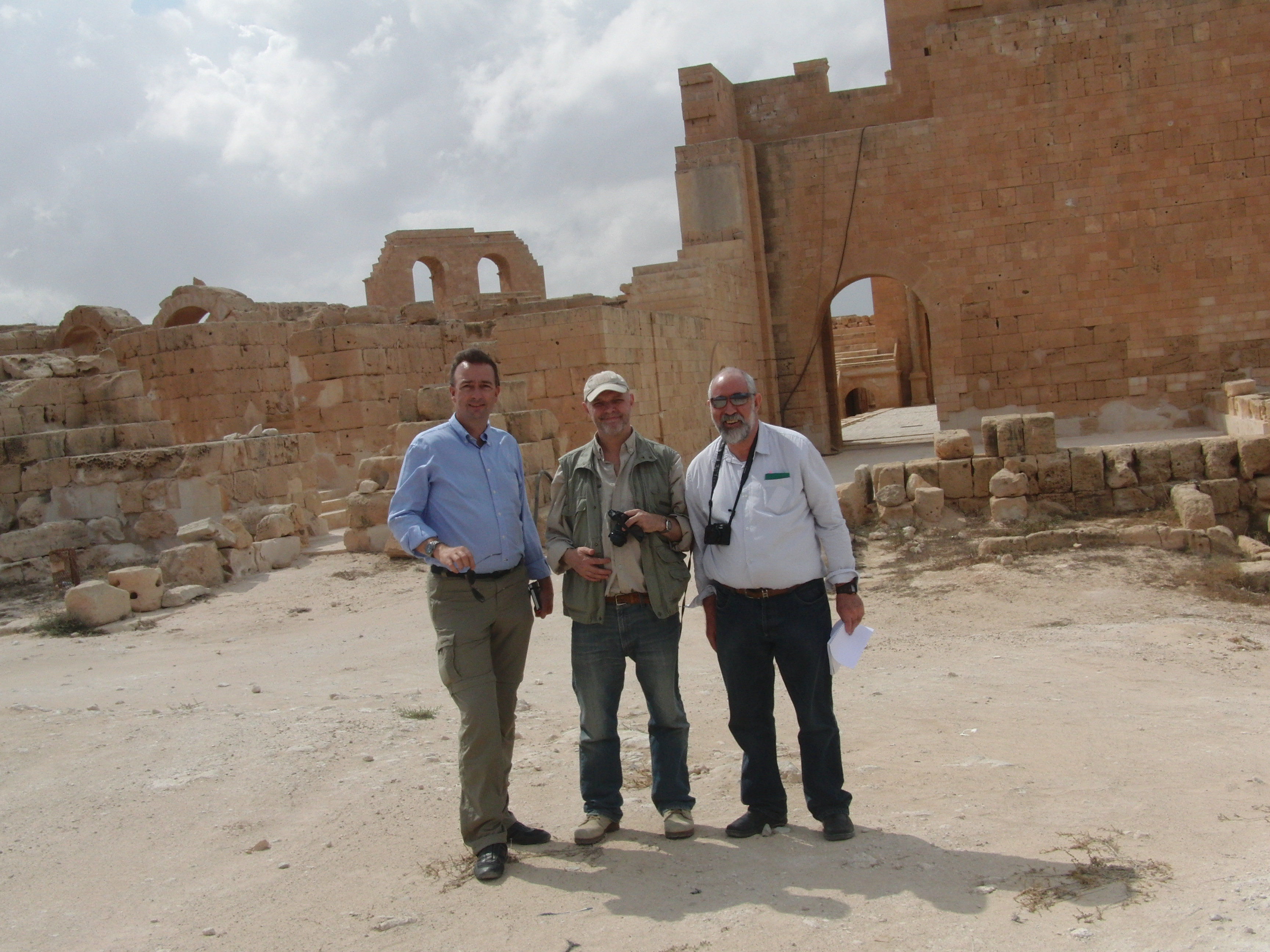
蓝盾團隊在2011年於利比亚調查

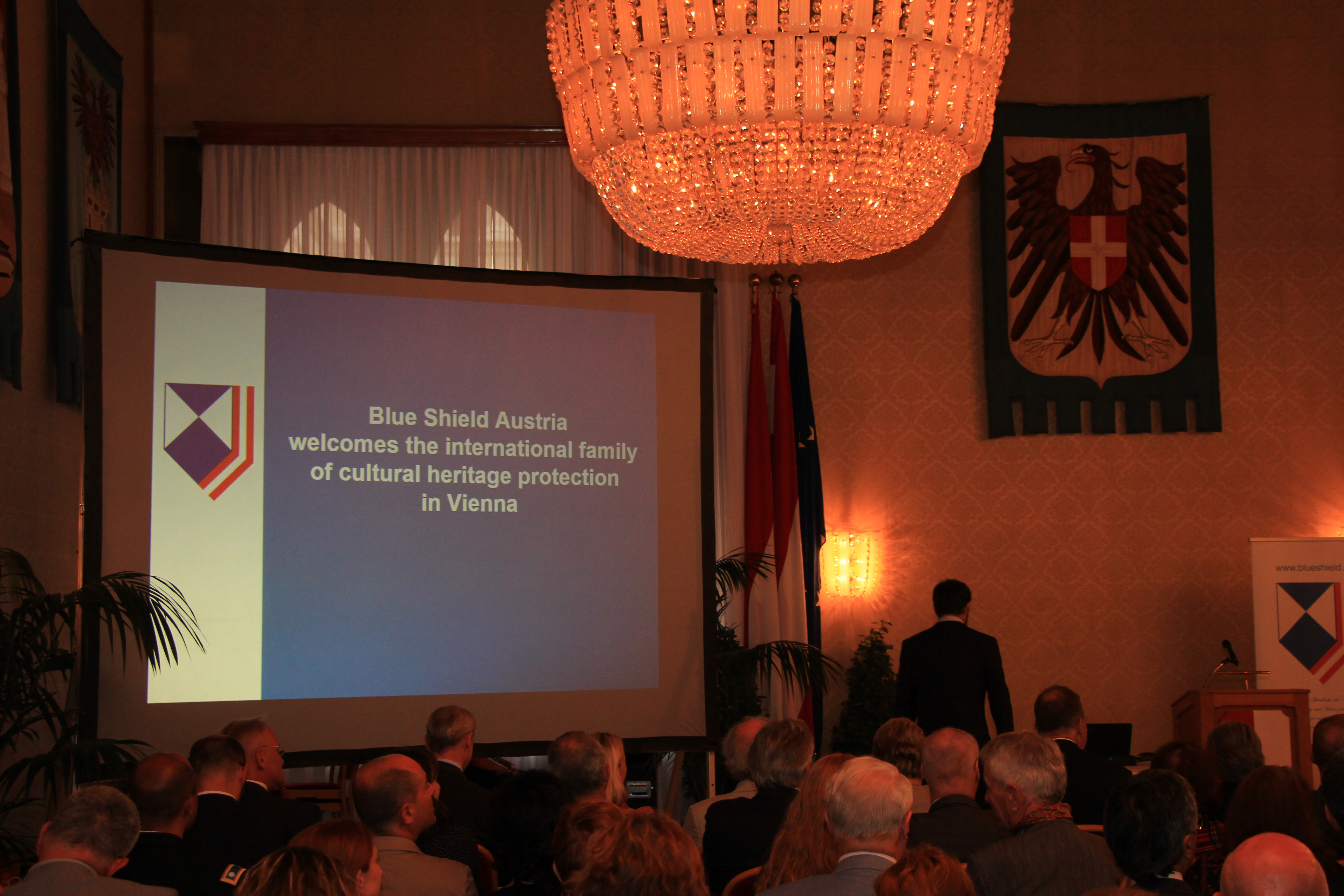
奥地利蓝盾委员会于2017年9月在维也纳市政厅開会

在文化財產保護方面，藍盾與聯合國及UNESCO之間有著密切合作。根據當時聯合國教科文組織總幹事伊琳娜·博科娃所言，UNESCO與藍盾國際組織之間的合作將進一步強化。博科娃在2017年藍盾國際會議上表示：「UNESCO與藍盾國際有著共同目標……我們致力於保護文化財產，從而延續人類的文化遺產。」
2016年，國際藍盾委員會與藍盾國家委員會協會正式整併為「藍盾組織」（The Blue Shield）。章程也隨之修改，藍盾組織登記為荷蘭的協會法人。該章程於2017年在維也納舉行的藍盾大會上正式通過。
前任藍盾主席哈布斯堡強調語言保存同樣是文化遺產保護。他指出：「現今世界平均每六週就失去一種語言。目前世上約有6,800種語言，但只有4%的人講著96%的語言，而96%的人口只使用4%的語言。這4%語言因為使用人口眾多，因此未發生風險。但其餘96%則都處於不同程度的危險中。我們必須像對待瀕危物種一樣來對待這些語言。」
藍盾國際特別關注軍事和平行動中的文化遺產保護議題。在 2019年「藍盔論壇」（Blue Helmet Forum）中，來自美國、丹麥、黎巴嫩、義大利、克羅埃西亞、斯洛伐克與奧地利的 40位講者、與會者一同深入探討。會中討論美軍在伊拉克與阿富汗的實戰經驗、義大利設立文化財保護特別部隊的做法等實例。哈布斯堡也指出，文化遺產的保護不僅應在衝突期間或戰後實施，更應延伸至和平時期與非戰爭情境中。
2020年，藍盾國際與聯合國駐黎巴嫩臨時部隊、黎巴嫩軍方合作，在貝魯特爆炸之後展開為期一個月的文化財產修復與保護專案，協助修復受損的遺產建築與文化設施。

## 組成

藍盾是武裝衝突中使用的保護性標誌，用於識別在武裝衝突中受保護的文化資產及其保護者。其使用受到國際法的限制。 1954年簽署的《关于武装冲突情况下保护文化财产的海牙公约》中包含它的使用規範。

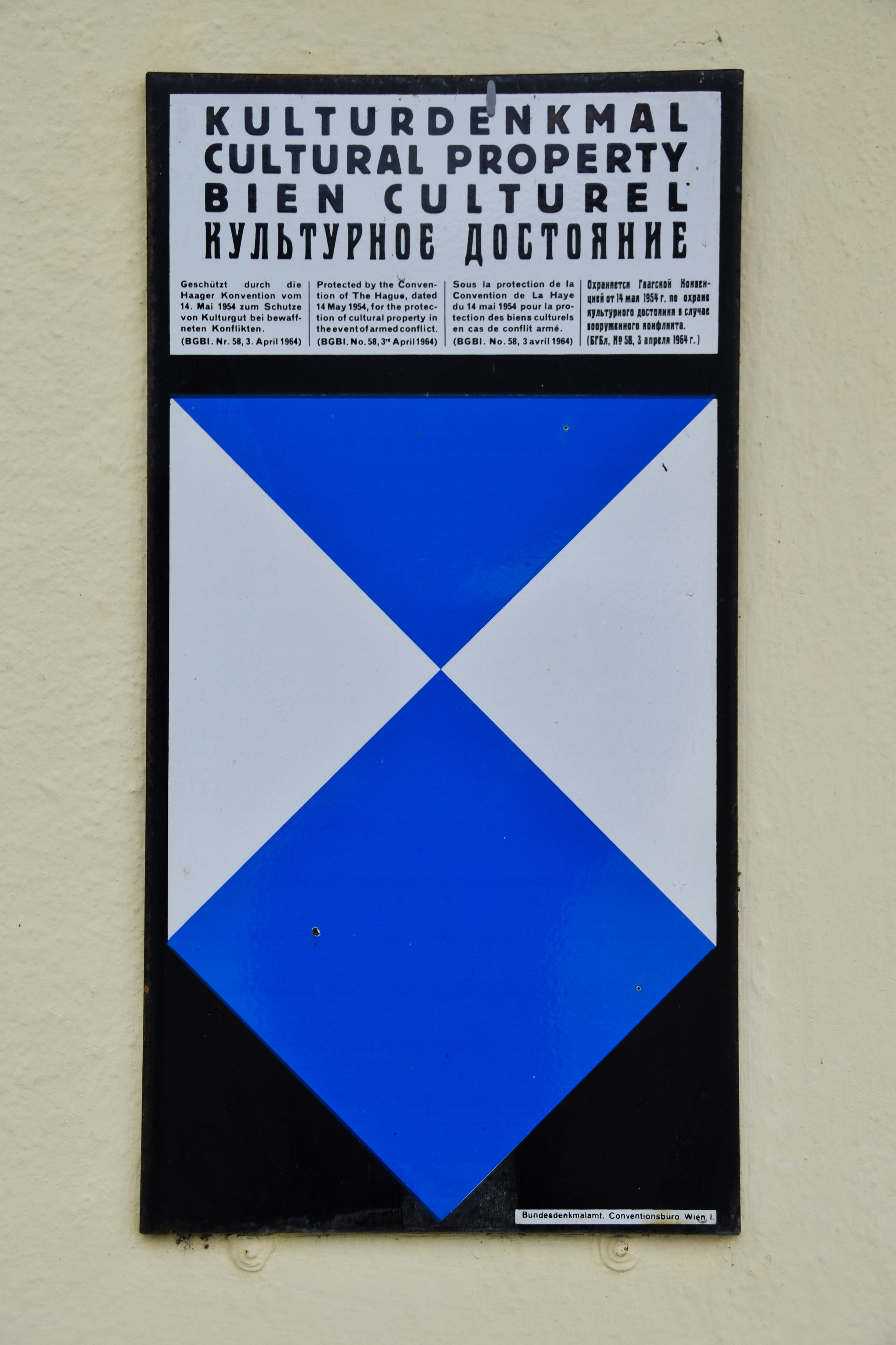
奥地利一栋建筑外的蓝盾標誌

藍盾組織由全球各地的國家委員會（national committees）組成，並由藍盾國際理事會（Blue Shield International, BSI）統籌協調。BSI 會在其官方網站上公布所有國家委員會的名單。
BSI 理事會由9名成員組成，其中4名為ICA、ICOM、ICOMOS和IFLA的指定代表，另外四名理事由各國國家委員會中的候選人經大會選舉產生。新一屆理事會每三年改選一次，在2017 年藍盾大會上，卡尔·冯·哈布斯堡被任命為藍盾組織的首任主席，彼得·史東則為副主席。到了2020年8月，哈布斯堡卸任，由彼得·史東接任主席。

## 使命與行動領域

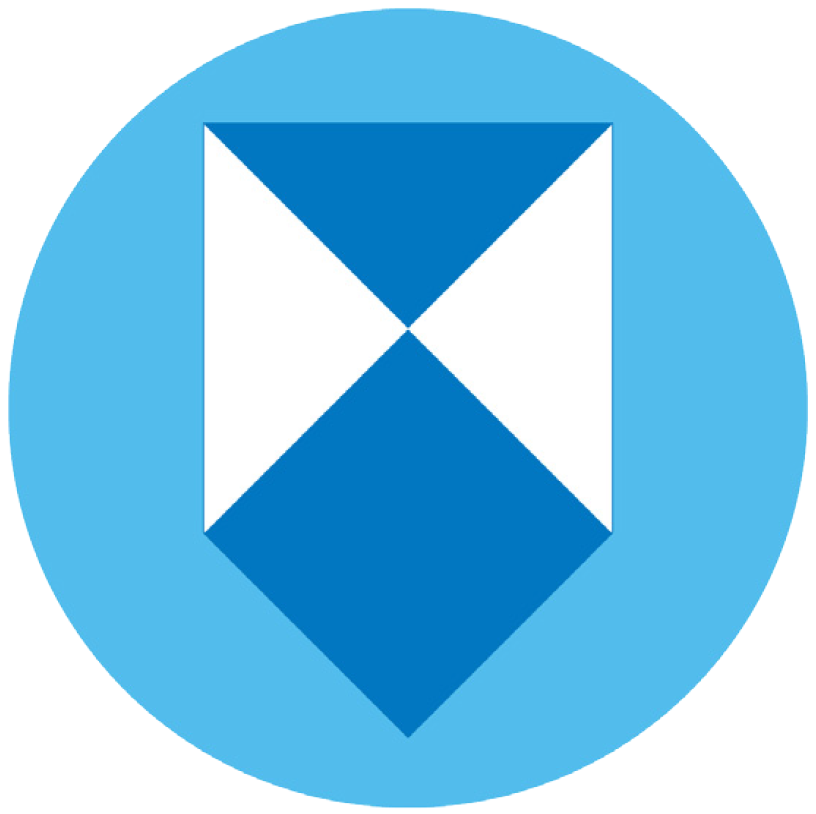
ANCBS的Logo

藍盾組織是由全球各地熱心人士組成的委員會網絡，其使命是：
致力於保護全球文化財產，並關注在武裝衝突、天然災害或人為災難中，對文化與自然遺產（有形與無形）的保護。
藍盾組織的核心目標列於《2016年藍盾章程》第2條：
- 保護文化與自然遺產（包括有形與無形）免受戰爭與環境災難的影響
- 推動批准、尊重與執行《1954年海牙公約》及其兩項議定書
- 提升大眾認知在緊急情況中保護遺產的重要性
- 推廣與提供相關訓練（對象包括遺產專業人士、武裝部隊、其他緊急應變人員，以及涉及防止非法文物交易的相關人士）
- 鼓勵社群參與、投入文化財產保護

- 促進與相關機構在緊急情況下的合作與協調

藍盾的工作以國際法為基础，尤其是《海牙公約》及其1954年與1999年兩項議定書。這些公約屬於國際人道法範疇，又稱為戰爭法或武裝衝突法，其目標是基於人道理由限制戰爭對人員與財產造成的影響。
藍盾組織在其 2017 年大會 上正式採納了「四級保護策略」（Four Tier Approach），用以描述在武裝衝突中，文化遺產專業人士與軍方合作以保護文化財產的四個關鍵階段。
藍盾國際組織致力為全球軍隊提供文化財保護訓練，並將北大西洋公約組織列為合作夥伴之一。除與北約合作外，藍盾也曾為喬治亞、斐濟等國的軍隊進行相關訓練。

## 藍盾標誌

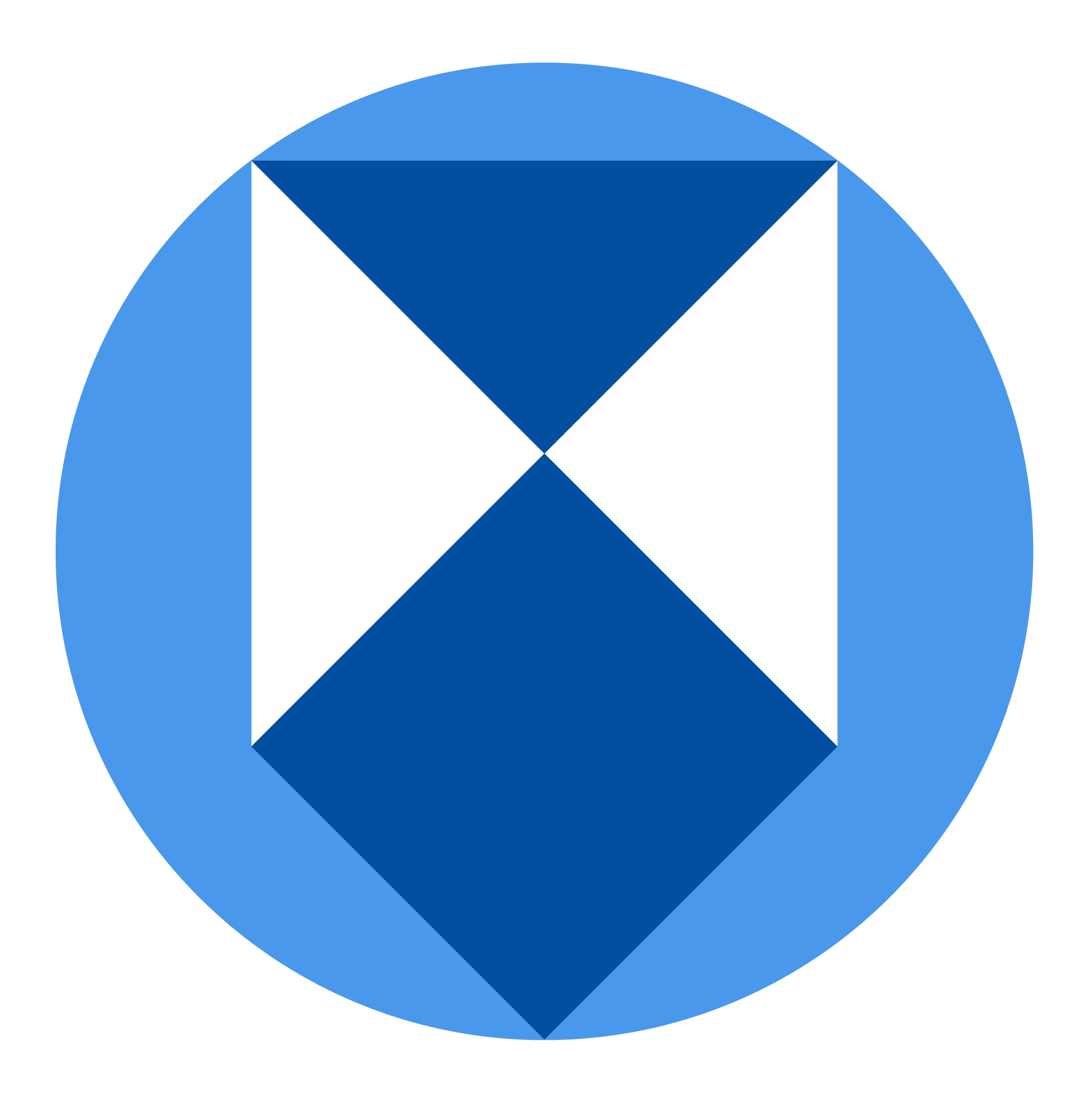
2018 年，藍盾國際理事會在 ICBS 與 ANCBS 合併後正式採納了現行的藍盾標誌。其為一枚藍、白色盾徽，設於藍色圓形中。

國際蓝盾委员会採用《海牙公約》中的藍色盾徽作為標誌。此符號在武裝衝突中代表需受保護的文化財產，受國際法保護並限制使用。
為避免與該徽章混淆，藍盾國家委員會協會設計出不同的版本：保持藍色盾徽圖案，將皇家藍改為較淡的藍色，並嵌入青藍色的圓形背景中，搭配標語「在緊急情況下保護世界文化遺產」（Protecting The World's Cultural Heritage During Emergency Situations）。
當兩者於2016年合併時，為體現組織的新整合與方向，藍盾展開品牌重塑作業，最終在2018年正式通過現今標誌。該標誌象徵藍盾組織，源自海牙公約的宗旨，同時擴展任務至今日涵蓋更廣泛的文化遺產危機保護工作。
藍盾標誌代表的是藍盾國際理事會（Blue Shield International Board），亦用以表示全球各地官方註冊之國家藍盾委員會。其用途在於提高組織與標誌的能見度，並強化組織名稱與其合作行動之間的關聯性。

## 相關書目
- George P. Mackenzie (2000). "Working for the Protection of the World's Cultural Heritage: The International Committee of the Blue Shield". In: Journal of the Society of Archivists. 24(1), Routledge & The Society of Archivists, pp. 5–10, ISSN 1465-3907.
- Marie-Thérèse Varlamoff (2002). "The Blue Shield Initiative: Joining Efforts to Preserve our Cultural Heritage in Danger". In: LIBER Quarterly: The Journal of European Research Libraries. 12(2–3), Utrecht Publishing & Archiving Services, pp. 275–282, ISSN 1435-5205.
- T. Aglassa (c. 2002) "Blue Shield in Benin 的存檔，存档日期2021-10-23.". In: ICOM Cultural Heritage Disaster Preparedness and Response
- Corine Koch (Übers., Ed.) (2003). A Blue Shield for the Protection of our Endangered Cultural Heritage. International Preservation Issues Number Four. International Federation of Library Associations and Institutions, Paris, ISBN 2-91-274302-8.
- Ross Shimmon (2004). "The International Committee of the Blue Shield 1998–2004: An Overview". In: Alexandria: The Journal of National and International Library and Information Issues. 16(3). Ashgate Publishing & the British Library, pp.133–141, ISSN 0955-7490.
- Kryste Bogoeski (2016). "Twenty Years Blue Shield (1996 - 2016) 的存檔，存档日期2021-10-23."
- Patty Gerstenblith, and Nancy C. Wilkie (2017). "The U.S. Committee of the Blue Shield and the Blue Shield Movement", NATO Legal Gazette 38 的存檔，存档日期2018-11-02., 70-79.
- Peter G. Stone. (2013). "A four-tier approach to the protection of cultural property in the event of armed conflict". Antiquity, 87(335), 166-177. doi:10.1017/S0003598X00048699doi:10.1017/S0003598X00048699.
- Peter G. Stone (2017). Protecting cultural property in the event of armed conflict: the work of the Blue Shield 的存檔，存档日期2021-10-23., Adelaide Law School Research Unit on Military Law and Ethics RUMLAE Research Paper No. 17–02
- Emma Cunliffe, Paul Fox and Peter G Stone. 2018. "The Protection of Cultural Property in the Event of Armed Conflict: Unnecessary Distraction or Mission-Relevant Priority? 的存檔，存档日期2020-11-04." NATO OPEN 2 (4) Summer 2018

## 外部連結
- 藍盾國際組織的Facebook專頁上
- 藍盾國際組織的X（前Twitter）
- 联合国教科文组织：武装冲突与遗产
- 1954年《关于发生武装冲突时保护文化财产的海牙公约》及其两项议定书（1954年、1999年）